# Penzlin
Penzlin é uma cidade da Alemanha localizada no distrito de Mecklenburgische Seenplatte, estado de Mecklemburgo-Pomerânia Ocidental.
É membro e sede do Amt de Penzliner Land.
Pertence à rede das Cidades Cittaslow.

## Bairros e localidades da cidade
Alt Rehse, Ave, Carlstein, Groß Flotow, Groß Lukow, Groß Vielen, Klein Flotow, Klein Lukow, Lübkow, Marihn, Mollenstorf, Neuhof, Siehdichum, Werder, Wustrow e Zahren.
A partir de 1 de janeiro de 2011, o antigo município de Klein Lukow foi incorporado à cidade de Penzlin.